# Rhodita
La rhodita o rodita es una aleación de oro y rodio que se presenta de modo natural en el oro nativo. Contiene de 34 a 43% de rodio. Existen en yacimientos de arenas auríferas de Brasil, Colombia y México.
A veces, el nombre rhodita se ha emmpleado como sinónimo, actualmente en desuso, del cuarzo rosa.